# Paolo Valori
Paolo Valori (Bologna, 28 marzo 1919 – Roma, 23 dicembre 2003) è stato un gesuita e teologo italiano.

## Biografia
Membro della Compagnia di Gesù e professore di Filosofia morale, nasce a Bologna nel 1919 da un'agiata e molto unita famiglia di intellettuali fiorentini.
Suo padre, il giornalista Aldo Valori fu cronista, esperto di questioni militari, commentatore radiofonico, inviato speciale alle maggiori conferenze internazionali, e autore di libri sulla prima guerra mondiale.
Fratello maggiore dell'urbanista Michele Valori e della popolare attrice Bice Valori, egli assorbì profondamente gli stimoli e l'atmosfera culturale della sua casa, frequentata da personalità come Luigi Pirandello, Silvio D'Amico, Mario Missiroli, frequentò così il Ginnasio e il Liceo classico all'Istituto Massimiliano Massimo, l'Umanesimo della Compagnia di Gesù, e il curriculum filosofico-teologico alla Pontificia Università Gregoriana.
Laureatosi in Filosofia, insegnò per tre anni nel Liceo di Mondragone e per 26 anni come cattedratico nella Pontificie Università Gregoriana e Lateranense.
I suoi scritti hanno contribuito al dialogo della filosofia cristiana con il pensiero contemporaneo.

## Opere
Tra le sue numerose pubblicazioni, dedicate soprattutto alla storia della filosofia contemporanea e al rapporto tra filosofia e scienze umane, ricordiamo:
- M. Blondel e il problema di una filosofia cristiana (Ed. La Civiltà Cattolica, 1950)
- Il pensiero filosofico odierno (Editrice Studium, 1959)
- Il metodo fenomenologico e la fondazione della filosofia (Roma ecc. - Desclee e C, 1959)
- L'esperienza morale (Edizioni Morcelliana, 3ª ed.1985).

I suoi scritti hanno contribuito al dialogo della filosofia cristiana con il pensiero contemporaneo. Su questo profilo scrisse:
- L'esperienza morale. Saggio di una fondazione fenomenologica dell'etica (Edizioni Morcelliana, 1971)
- Il libero arbitrio. Dio, l'uomo e la libertà (Rizzoli 1987).

Nel 1967 fu destinato alla Pontificia Università Gregoriana dove fu docente fino all'emeritato.
Nel 1999 fu trasferito all'infermeria della Delegazione, sopportando con pazienza la solitudine che comporta la malattia, coltivando sempre l'interesse per la filosofia e la vita. Morì il 23 dicembre 2003 all'età di 84 anni.